# Murilo Oliveira de Freitas
Murilo Oliveira de Freitas (* 12. Mai 1996 in São José do Rio Preto), auch bekannt als Murilo, ist ein brasilianischer Fußballspieler.

## Karriere
Murilo erlernte das Fußballspielen in der Jugend des Mirassol FC im brasilianischen Mirassol im Bundesstaat São Paulo. Seinen ersten Vertrag unterschrieb er 2015 beim unterklassigen José Bonifácio EC in José Bonifácio. 2016 kehrte er zu seinem Jugendverein Mirassol zurück. Von Juli 2016 bis Juni 2016 wurde er an den portugiesischen Erstligisten CD Tondela ausgeliehen. Für den Klub aus Tondela bestritt er 44 Erstligaspiele. Die Saison 2018/19 spielte er ebenfalls auf Leihbasis beim portugiesischen Erstligisten Rio Ave FC. Für den Verein aus Vila do Conde stand er neunmal auf dem Spielfeld. Nach der Ausleihe wurde Murilo am 1. Juli 2019 fest von Rio Ave unter Vertrag genommen. Einen Monat später wurde er für ein Jahr an den ebenfalls in der ersten Liga spielenden FC Paços de Ferreira ausgeliehen. Ende September 2020 wechselte er in die zweite portugiesische Liga. Hier schloss er sich in Estoril dem GD Estoril Praia an. Am Ende der Saison wurde er mit dem Verein Meister der Liga und stieg in die erste Liga auf. Nach dem Aufstieg wechselte er im Juli 2021 für eine Saison zum Zweitligisten Varzim SC. CD Mafra, ein ebenfalls in der zweiten Liga spielender Verein aus Mafra, nahm in von Juli 2022 bis Jahresende unter Vertrag. Im Januar 2023 kehrte er nach Brasilien zurück. Hier unterschrieb er in Chapecó einen Vertrag beim Zweitligisten Chapecoense. Im Juli 2023 ging er nach Asien, wo er in Thailand einen Vertrag beim Erstligisten Chonburi FC unterschrieb. Am Ende der Saison 2023/24 belegte er mit dem Verein aus Chonburi den 14. Tabellenplatz und musste somit in die zweite Liga absteigen. Nach dem Abstieg wurde sein Vertrag im Sommer 2024 nicht verlängert. Für die Sharks bestritt er 16 Ligaspiele. Im Juli 2024 kehrte er nach Brasilien zurück. Hier schloss er sich dem EC Primavera in Indaiatuba an.

## Erfolge
GD Estoril Praia
- Portugiesischer Zweitligameister: 2020/21